# Križevci
Križevci es una ciudad de Croacia en el condado de Koprivnica-Križevci.
En la ciudad se encuentra la Concatedral de la Santa Cruz, mencionada en las fuentes escritas ya en 1232.

## Geografía
Se encuentra a una altitud de 140 m s. n. m. a 68 km de la capital nacional, Zagreb.

## Demografía
En el censo 2011, el total de población de la ciudad fue de 21 122 habitantes, distribuidos en las siguientes localidades:
- Apatovec - 350
- Beketinec - 38
- Bojnikovec - 219
- Bukovje Križevačko - 316
- Carevdar - 438
- Cubinec - 546
- Čabraji - 153
- Dijankovec - 188
- Doljanec - 53
- Donja Brčkovčina - 165
- Donja Glogovnica - 129
- Donji Dubovec - 34
- Đurđic - 267
- Erdovec - 207
- Gornja Brčkovčina - 160
- Gornja Glogovnica - 115
- Gornji Dubovec - 8
- Gračina - 209
- Ivanec Križevački - 308
- Jarčani - 97
- Karane - 229
- Kloštar Vojakovački - 366
- Kostadinovac - 14
- Križevci - 11 231
- Kučari - 31
- Kunđevec - 11
- Lemeš - 111
- Lemeš Križevački - 183
- Majurec - 423
- Male Sesvete - 46
- Mali Carevdar - 19
- Mali Potočec - 169
- Mali Raven - 15
- Marinovec - 103
- Mičijevac - 69
- Novaki Ravenski - 178
- Novi Bošnjani - 81
- Novi Đurđic - 130
- Osijek Vojakovački - 205
- Pavlovec Ravenski - 101
- Pesek - 271
- Pobrđani Vojakovački - 35
- Podgajec - 211
- Poljana Križevačka - 396
- Povelić - 86
- Prikraj Križevački - 194
- Ruševac - 182
- Srednji Dubovec - 93
- Stara Ves Ravenska - 31
- Stari Bošnjani - 105
- Sveta Helena - 309
- Sveti Martin - 91
- Špiranec - 151
- Većeslavec - 143
- Velike Sesvete - 87
- Veliki Potočec - 399
- Veliki Raven - 219
- Vojakovac - 234
- Vujići Vojakovački - 57
- Žibrinovec - 113

| Gráfica de población de Križevci 1857-2011                          |
|                                                                     |
| Según los censos de población de la oficina estadística de Croacia. |